# Euseius passiflorus
Euseius passiflorus är en spindeldjursart som beskrevs av Denmark och Evans 1999. Euseius passiflorus ingår i släktet Euseius och familjen Phytoseiidae. Inga underarter finns listade i Catalogue of Life.